# Гувейя, Теодозиу Клементе де
Теодозиу Клементе де Гувейя (порт. Teodósio Clemente de Gouveia; 13 мая 1889, Сан-Жоржи, Португалия — 6 февраля 1962, Лоренсу-Маркиш (ныне Мапуту), Мозамбик) — первый мозамбикский кардинал. Титулярный епископ Леуче и прелат Nullius Мозамбика с 18 мая 1936 по 18 января 1941. Архиепископ Лоренсу-Маркиша с 18 января 1941 по 6 февраля 1962. Кардинал-священник с 18 февраля 1946, с титулом церкви Сан-Пьетро-ин-Винколи с 22 февраля 1946.